# Plotonemertes adhaerens
Plotonemertes adhaerens är en djurart som tillhör fylumet slemmaskar, och som beskrevs av Brinkmann 1917. Plotonemertes adhaerens ingår i släktet Plotonemertes och familjen Protopelagonemertidae. Inga underarter finns listade i Catalogue of Life.